# Comté de Mombasa
Pour les articles homonymes, voir Mombasa (homonymie).

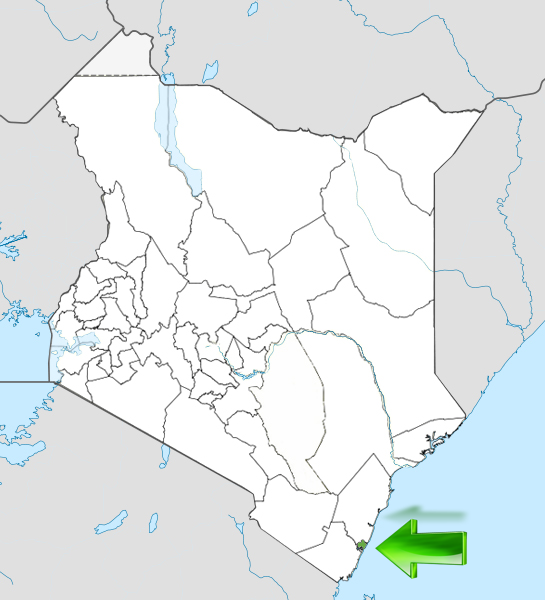
Localisation du comté de Mombasa sur la carte du Kenya.

Le comté de Mombasa est, non seulement, le plus petit en superficie, des six comtés de l'ancienne province de la côte mais, également, des 47 comtés du Kenya. Situé sur la côte de l'océan Indien, son chef-lieu est Mombasa.
Il est peuplé principalement par les Schonyi, les Duruma, les Digo et les Kamba avec d'importantes communautés de Luo, de Kikuyu, de Kalenjin et de Luhya. La mixité sociale est importante et la tolérance religieuse majeure. Il n'est pas rare de croiser, dans l'indifférence générale, à la fois un groupe de femmes portant le niqab (appelé ici bui bui) et des adolescentes giryama, les seins nus, guidant leur troupeau.

## Toponymie
C'est à l'île de Mombasa que le comté doit son nom. Les Arabes, selon les Portugais, appelaient, cette île Manbaça au XIVe siècle ou Manbasa vers la fin du XVe siècle. Ce serait la traduction arabe de Mvita.
En swahili, elle était appelée Kisiwa cha mvita ce qui peut signifier « Île des guerres des peuples » en raison de son histoire mouvementée, due à sa position stratégique mais aussi « Île de Mvita » se référant alors à la personne de Shehe Mvita qui, selon la tradition orale des Thenashara Taifa (« Douze Nations ») de Mombasa,, serait le fondateur de la première agglomération urbaine sur l'île.

## Histoire
C'est le 4 août 2010, par l'adoption par les Kényans de la nouvelle Constitution, qu'est créé le comté. Cependant, il faut attendre le 28 mars 2013 pour la pérennisation de ses pouvoirs législatifs et exécutifs.
Entre le mois d'août 2012 (avec l'assassinat d'un ouléma) et le 3 mars 2013, l'ancienne province de la Côte, et plus particulièrement le comté de Mombasa, est le théâtre d'assassinats perpétrés par le groupe indépendantiste Mombasa Republican Council (MRC) avec comme point final la mort de douze personnes (dont six policiers) tombées dans une embuscade la veille de l'élection générale.
Afin de concurrencer le futur port de Bagamoyo en Tanzanie où l'État chinois est en train d'investir 10 milliards de dollars des États-Unis mais aussi pour faire face à un trafic maritime de plus en plus important et d'admettre des porte-conteneurs de plus en plus grands, les autorités portuaires (Kenya Ports Authority) mettent en service en avril 2013 une nouvelle darse qui permet d'accueillir simultanément trois panamax et augmente la capacité de stockage de 250 000 EVP.

## Géographie
Le comté est bordé au sud-ouest et à l'ouest par le comté de Kwale, au nord par le comté de Kilifi et au sud ainsi qu'à l'est par l'océan Indien. Le littoral de cet océan est barré par les récifs coralliens d'Andromache sur la « côte Sud » et de Leven sur la « côte Nord » avec une passe récifale face à l'île de Mombasa et une autre face à l'estuaire de Mtwapa.
| Kilifi | Kilifi           | Kilifi       |
| Kwale  | comté de Mombasa | Océan Indien |
| Kwale  | Océan Indien     | Océan Indien |

### Topographie

#### Hydrographie
Océan :
- Indien :
  - récif corallien d'Andromache,
  - récif corallien de Leven.

Principaux cours d'eau :
- estuaire de Port Reitz alimenté par :
  - le Mwachi qui s'écoule du comté de Kwale,
  - le Shimba qui s'écoule du comté de Kwale ;
- estuaire de Tudor alimenté par :
  - le Mtsapuni qui s'écoule du comté de Kilifi,
  - le Tsalu qui s'écoule du comté de Kilifi ;
- estuaire de Mtwapa (rive sud) alimenté par :
  - le Lwandani qui s'écoule du comté de Kilifi.

#### Relief et géologie

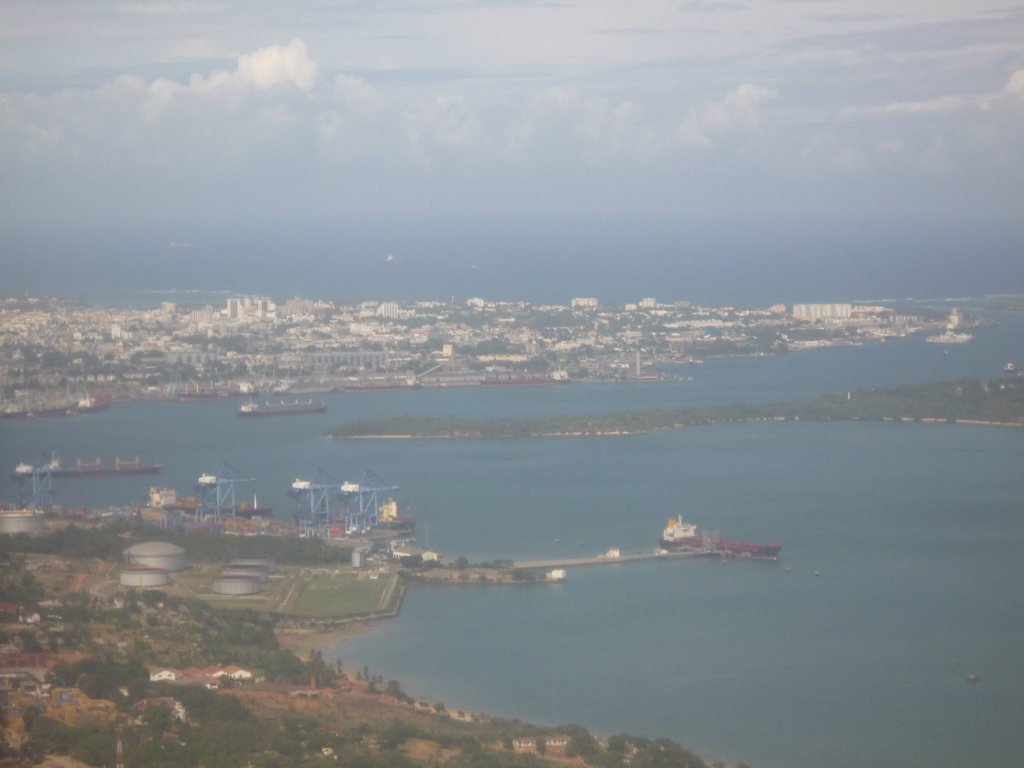
L'île de Mombasa vue depuis Port Reitz.

Si l'altitude la plus basse est l'océan Indien, le point le plus élevé est situé au lieu-dit Kisimani (dans la division administrative de Changamwe) à 89 m (3° 58′ 21″ S, 39° 35′ 07″ E). Le littoral est une côte basse (dépassant rarement les vingt mètres de hauteur) précédée, le plus souvent, d'une plage étroite (ne dépassant jamais les soixante mètres de largeur) de sable blanc formé par les débris coralliens et de coquillages. La côte de l'île ne possède pas de plage et est constituée d'une falaise moyenne d'origine corallienne.
Du point de vue géologique, le sous sol est divisé en trois zones à partir du rivage océanique :
- d'abord, sur une largeur variant entre un kilomètre, au nord de l'agglomération, et trois kilomètres, au sud, le sous sol est composé du récif corallien formé au Pléistocène sur une profondeur pouvant atteindre les cent mètres. Celui-ci est par ailleurs exploité par la société Bamburi Cement Limited en bordure du parc Haller ;
- vient ensuite une plaine côtière sableuse molassique large entre un et cinq kilomètres formée au Crétacé. Cette plaine offre ses plus grandes largeurs en bordures des trois estuaires ;
- enfin, une zone de schiste argileux formé au Jurassique. Cette zone est recouverte d'une couche sableuse d'origine éolienne dans la division administrative de Changamwe ; c'est au nord de cette couche que les plus hautes élévations du relief se trouvent.

### Voies de communications et transport

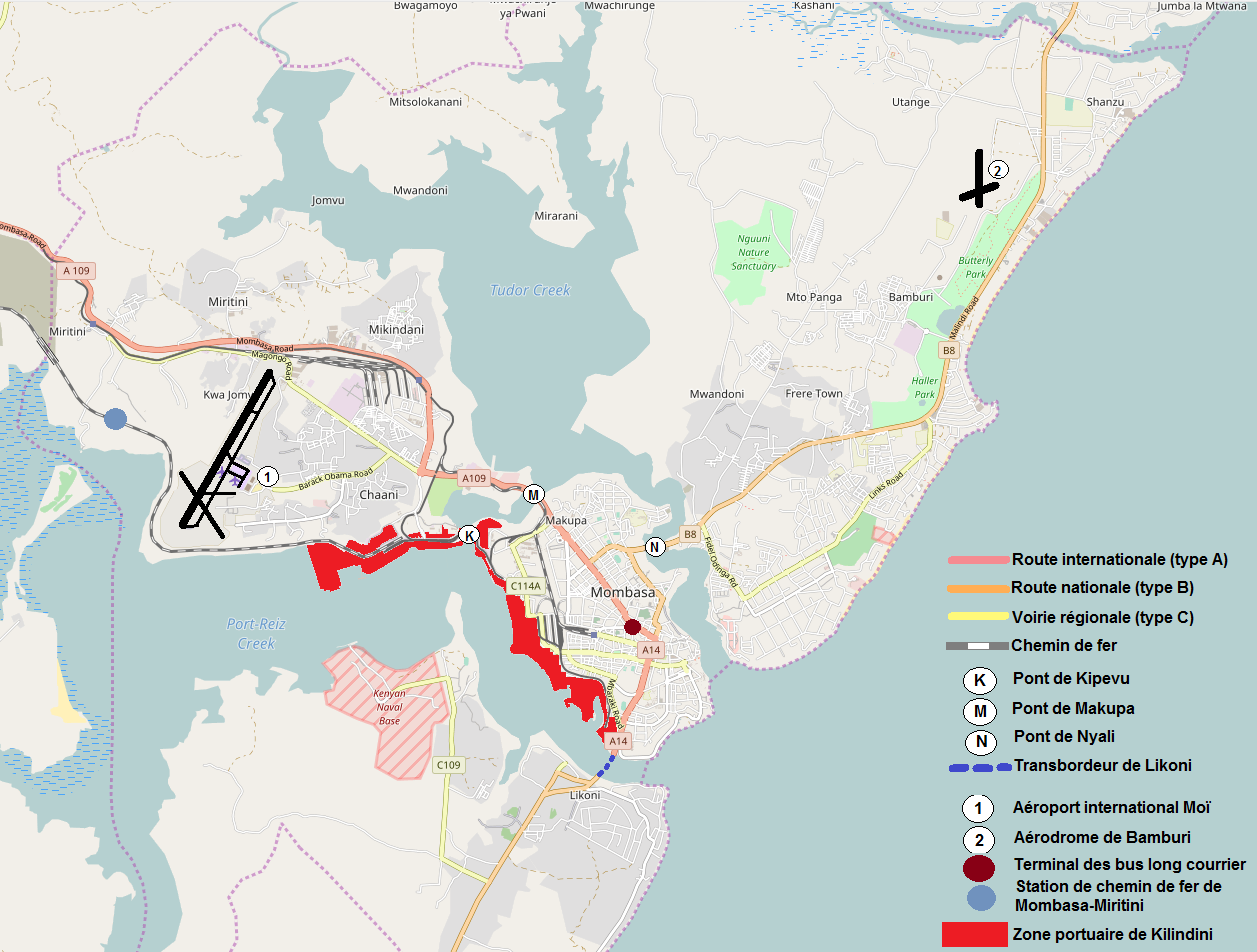
Voies de communication et des transports à Mombasa.

## Population
La superficie totale est de 295 km2 dont 229,6 km2 (77,84 %) de terre émergée et 65,4 km2 (22,16 %) sous eau. Cette surface de terre émergée disponible pour les 939 370 habitants donne une densité réelle de peuplement de 4 091 hab./km2 ce qui place le comté au deuxième rang, après celui de Nairobi, sur 47, des comtés kényans les plus densément peuplés. Plus spécifiquement, 95,92 % de cette population vit en milieu urbain, 2,08 % en milieu périurbain et 2 % en milieu rural.
Lors du dernier recensement national de 2009, cette population était composée de 268 700 familles, soit une moyenne de 3,5 personnes par famille, et constituée par 486 174 personnes de sexe masculin et 453 196 personnes de sexe féminin. La distribution des âges se répartit en 24,19 % de 0-10 ans, 73,17 % de 11-60 ans et en 2,64 % de 61 ans et plus.

## Situation sanitaire
Le comté de Mombasa compte une soixantaine d'établissements de soins allant de l’hôpital généraliste à la petite clinique privée offrant simplement une hospitalisation de jour. Certains de ces établissements comportent aussi un centre pour le contrôle et la prévention des maladies (CDC).
La prévalence du SIDA (temps donné : année 2010) est de 6,6 % de la population.

## Enseignement
Selon le rapport annuel Statistical Abstract 2010 et concernant l'année 2009, le comté compte :
- 104 411 enfants scolarisés dans 140 écoles primaires ;
- il existe 33 établissements du secondaire ;
- depuis 2013, l'Université technique de Mombasa possède le statut d'université publique.

## Religion
En 2009, les proportions des différentes pensées religieuses propres au comté de Mombasa s’établissent comme suit :
- islam : 36,63 % (environ 73 % de ceux-ci sont sunnites). Dès l'indépendance, en 1963, le pouvoir judiciaire s'est doté de tribunaux musulmans (Kadhis Court). Ces tribunaux d'instance ont pour seules compétences les problèmes concernant la Loi islamique et survenant entre personnes de foi musulmane. L'établissement d'un tribunal musulman est subordonné à l'accord de l'Assemblée nationale et la nomination d'un Chief Kadhis est soumise à l'approbation de la Commission justice. La cour d'instance de Mombasa possède une telle section judiciaire.
- protestantisme : 29,64 % (avec une majorité d'anglicans et d'évangélistes). Mombasa est le siège d'un diocèse dirigé par un évêque de l'église anglicane du Kenya dont la cathédrale est la Mombasa Memorial Cathedral dans quartier de Ngomani.
- catholicisme : 18,27 %. Mombasa est aussi le chef-lieu d'un archidiocèse dont la cathédrale est la Holy Ghost Cathedral dans quartier de Ngomani.

- autres chrétiens : 12,54 %
- athéisme : 1,18 %
- mouvements syncrétiques : 0,81 %
- hindouisme : 0,66 %
- religions traditionnelles : 0,19 % (le pourcentage de pratiquants est, ici, beaucoup plus faible que dans les deux comtés voisins : 1,39 % dans celui de Kwale et 5,99 % dans celui, plus rural, de Kilifi).
- agnosticisme : 0,06 %

## Économie
En 2009, l'indice de pauvreté du comté est de 37,6 % alors que la moyenne nationale est de 47,2 %. Sur 846 928 personnes de plus de 5 ans, 43,7 % ont un emploi, 10,55 % cherchent un emploi, 41,75 % sont économiquement inactives et 4 % sont pas dans une des catégories précédentes
Le commerce constitue la première source de revenus grâce, notamment, à l'aéroport international Moi et au port de Kilindini établi dans une large baie protégée de l'océan et aux eaux profondes (le nom de kilindini, signifie « profond » en swahili). L'industrie n'est pas en reste dans la partie ouest de l'agglomération de Mombasa, avec une importante activité de raffinerie (sucre, pétrole) et des chantiers navals. Au nord, de nombreuses entreprises exploitent la roche de corail pour en faire du ciment, notamment à Bamburi.
Le tourisme, avec ses nombreux centres d’intérêt historique, est également développé aussi bien sur l'île de Mvita que dans certains quartiers résidentiels et touristiques comme Nyali, sur le littoral nord de la ville de Mombasa, ou Diani, au sud, abritent de nombreux villages de vacances et hôtels de luxe pour les touristes attirés, du monde entier, par la douceur du climat et la beauté des récifs de corail. Mombasa sert aussi de point de départ pour la plupart des safaris du sud et de l'est du Kenya.

## Structure sociétale

### Structure exécutive et législative
Depuis le 28 mars 2013, et consécutivement aux élections générales du 4 mars 2013, le comté (en swahili : kaunti ; en anglais : county), comme tous les autres comtés du Kenya, est semi-autonome par rapport au gouvernement central. L'entité peut lever des impôts ou adopter des règlements locaux (par exemple ; urbanisme, police) ainsi que gérer les ressources naturelles, humaines et les infrastructures pour autant que la décision ne soit pas contraire ni à la Constitution ni aux lois de l'État.
L'autorité exécutive du comté, qui est responsable des moyens qui lui sont apportés par l'exécutif national, comporte un gouverneur, un vice-gouverneur et dix autres membres. Le gouverneur actuel est Ali Hassan Joho (ODM).
L'assemblée législative locale est constituée de cinquante-et-un élus (un par  Ward, « autorité locale ») auxquels il faut ajouter le président de l'assemblée locale (Chairman of the County Council).

### Structure administrative

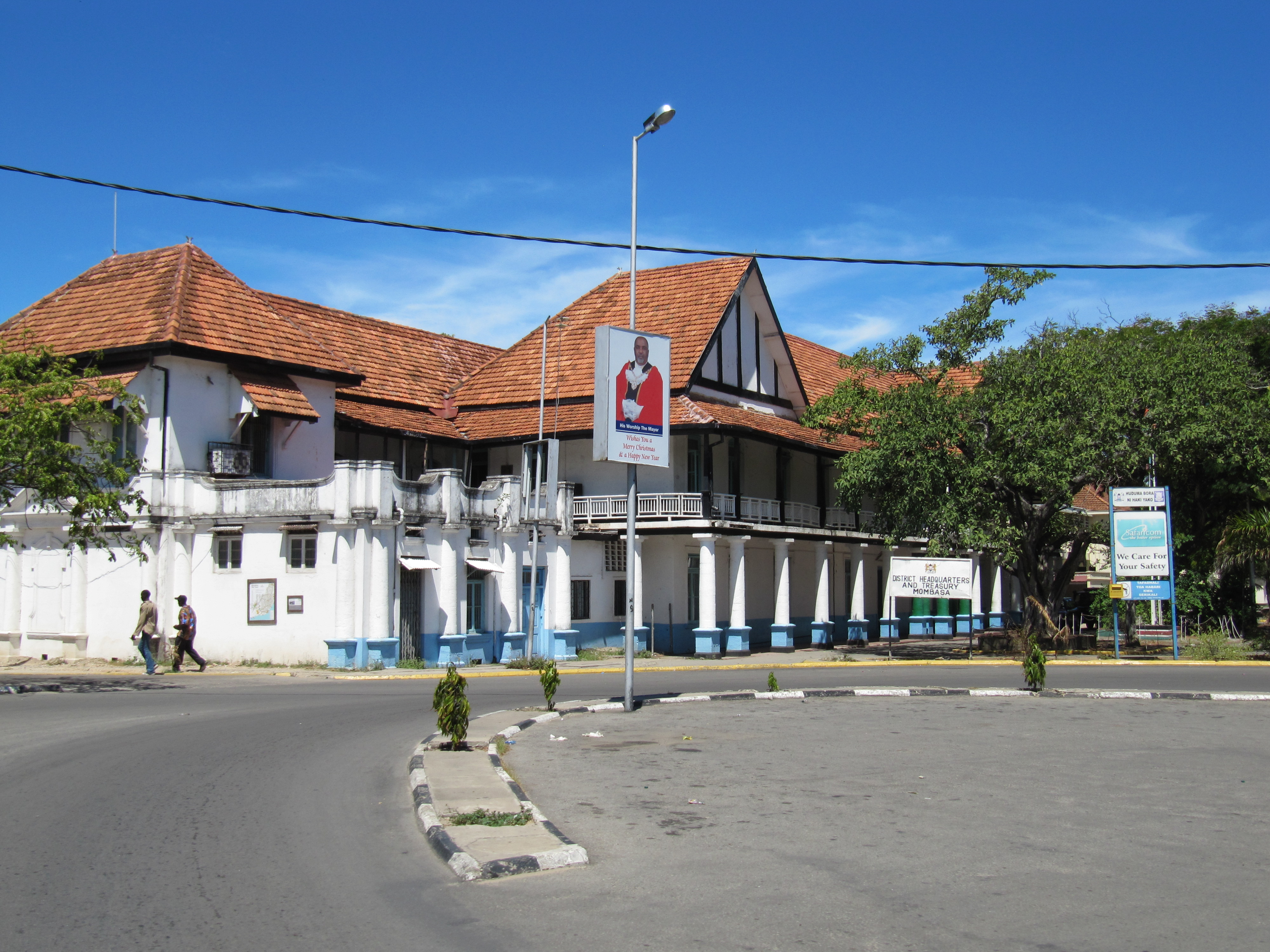
Le siège de l'administration et des finances du comté

La territorialité du comté est égale à celle du district de Mombasa. Ce district est partagé en divisions administratives (tarafa), elles-mêmes divisées en localités (Mtaa) et, enfin, ces dernières en quartiers (Kijiji) :
- division de Changamwe (54,5 km2), chef-lieu Changamwe ;
- division de Kisauni (109,7 km2), chef-lieu Kisauni ;
- division de Likoni (51,3 km2), chef-lieu Likoni ;
- division de Mombasa (14,1 km2), chef-lieu Mombasa,
  - localités : Ganjoni, Majengo, Old town, Railway, Tudor, Tononoka.

Depuis les élections générales du 4 mars 2013, le district, devenu comté, n'est plus géré par l'exécutif national mais bien par l'exécutif local.

### Structure électorale
Entre 1963 et 1988, le comté était constitué d'une seule circonscription électorale (Constituency). Depuis 1988, il est formé de quatre circonscriptions, elles-mêmes divisées en districts électoraux. Chaque circonscription est représentée par un député (Member of Parliament ou MP) à l'Assemblée nationale qui compte, depuis 2013, 351 membres.
- Circonscription de Changamwe,
  - districts électoraux : Airport, Chaani, Kipevu, Miritini, Port Reitz ;
- circonscription de Jomvu,
  - districts électoraux : Jomvu Kuu, Magongo, Mikindani ;
- circonscription de Kisauni,
  - districts électoraux : Bamburi, Junda, Magogoni, Mjambere, Mwakirunge, Mtopanga, Shanzu ;
- circonscription de Likoni,
  - districts électoraux : Bofu, Likoni, Mtongwe, Shika Adabu, Timbwani ;
- circonscription de Mvita,
  - districts électoraux : Majengo, Mji wa Kale / Makadara, Shimanzi / Ganjoni, Tudor, Tononoka ;
- circonscription de Nyali,
  - districts électoraux : Frere Town, Kadzandani, Kongowea, Mkomani, Ziwa La Ng'ombe.

Durant l'élection législative du 4 mars 2013, les électeurs du comté ont aussi, pour la première fois, élu leur représentant au Sénat. Celui-ci est Hassan Omar Hassan (WDM-K).

### Localités et autres lieux du comté
- Aéroport international Moi ;
- fort Jesus : monument national inscrit, depuis 2011, au patrimoine mondial de l'UNESCO ;
- Mombasa : chef-lieu du comté ;
- Nyali : localité balnéaire ;
- parc Haller : parc de loisirs.